# Дорохуск (станция)
Дорохуск (пол. Dorohusk) — пассажирская и грузовая железнодорожная станция в селе Дорохуск в гмине Дорохуск, в Люблинском воеводстве Польши. Имеет 2 платформы и 4 пути.
Станция положенная на международной железнодорожной линии Варшава-Восточная — Дорохуск — Ягодин. На станции расположен железнодорожный пограничный переход Дорохуск—Ягодин на польско-украинской границе.